# Pessamit
Cet article concerne la réserve indienne. Pour la bande indienne, voir bande des Innus de Pessamit.
Pessamit (« lieu aux lamproies »), anciennement appelée Bersimis et Betsiamites, est la réserve de la bande des Innus de Pessamit située à l'embouchure de la rivière Betsiamites, à 54 km au sud-ouest de Baie-Comeau sur la Côte-Nord du fleuve Saint-Laurent au Québec. La principale langue qui y est parlée est l'innu-aimun.

## Histoire
De 1849 à 1851, des travaux de défrichement sont effectués par les Innu sur le site actuel du village afin de construire une chapelle. Une demande est faite auprès de James Bruce qui porta le nom de Lord Elgin, gouverneur du Canada et des Indes de l’époque, par le père Flavien Durocher afin que des terres et des sommes d’argent leur soient octroyées pour leur subsistance. Plus tard, une demande fut envoyée par le père Charles Arnaud auprès du gouvernement pour qu’il leur accorde un territoire de 70 000 acres à l’ouest de la rivière aux Outardes. Une terre fut donc réservée pour ceux-ci à l'ouest de la rivière Manicouagan, mais ils préférèrent s’installer à l’embouchure de la rivière Betsiamites : un site qu'ils étaient habitués à fréquenter.
Par la suite, la reconnaissance du territoire de Betsiamites est accordée par le gouvernement canadien en 1852. La Compagnie de la Baie d'Hudson suit ces Montagnais sur leur nouvel emplacement permanent. Elle ferme donc son poste de traite des Islets Jérémie et transporte ses activités sur le territoire de la réserve en 1855. En 1862, le gouvernement crée la réserve indienne de Papinachois. Le premier réseau d’aqueduc fut construit en 1876. Une première école est financée par le gouvernement fédéral en 1924, puis l'école 54 en 1954 et enfin une école primaire en 1966. Le corps de police fut créé en 1968. Le centre des Services Éducatifs du conseil de Bersimis fut mis sur pied en 1977 et en 1979, le Conseil prend en charge toute l’éducation de ses membres. Le 21 février 1981, le Conseil de Bande de Bersimis change de nom et devient celui de Betsiamites.
Au cours des siècles, plusieurs contes, récits, histoires, anecdotes ou légendes ont été perdus. Dans le but de les conserver et de les transmettre aux générations futures, une équipe de membres de la communauté a fait l'inventaire des légendes et contes disponibles dans notre milieu. Pour pouvoir les faire connaître aux enfants de la communauté, des enseignants ont rédigé des petits livrets illustrés. De plus, la communauté possède plusieurs bandes sonores de contes et légendes racontés par les aînés. À long terme, la communauté souhaite que ces contes soient consignés par écrit.
«La rencontre du français: avant que l'école ne devienne obligatoire pour eux vers 1950, peu de Montagnais parlaient le français. Le vocabulaire de la langue montagnaise était surtout relié aux activités de l'époque : chasse et pêche. Pour aller à l'école, certains enfants devaient quitter leur famille pour le pensionnat et ils n'y retournaient que l'été. L'enseignement était donné en français et il était interdit à l'élève montagnais de parler [sa] langue. Les enfants ont appris à parler le français, mais ils ont perdu une partie du vocabulaire utilisé par leurs parents. Aujourd'hui, la culture et la langue montagnaise retrouvent de plus en plus leur place. Les enfants montagnais apprennent maintenant à parler et à écrire leur langue avec fierté. » - Marcelline Kanapé. «L'avenir de la langue montagnaises. Les langues autochtones au Québec. Québec, p. 373.
La réserve change officiellement son nom de Betsiamites pour Pessamit, le 23 mai 2009.

## Géographie
La réserve de Pessamit est située dans la région administrative de la Côte-Nord au Québec à 54 km au sud-ouest de Baie-Comeau.
Élu le 17 août 2020, Jean-Marie Vollant est l'actuel chef du conseil des Montagnais de Betsiamites.

## Démographie
| 1996  | 2001  | 2006  | 2011  | 2016  | 2021  |
| ----- | ----- | ----- | ----- | ----- | ----- |
| 2 042 | 2 288 | 2 357 | 2 420 | 2 256 | 2 428 |

### Langues
En 2021, sur une population de 2428 habitants, Pessamit comptait 9,4 % de francophones, 2 % d'Inuktituts et 84,7 % d'innuphones (innu-aimun).

## Organismes
- Conseil de Bande de Pessamit - S'occupe de la gestion de la communauté et de son territoire
- Centre communautaire Ka mamuitunanut « L'endroit où l'on se rencontre » - Lieu de rencontre et salle de spectacle
- 95,1FM Pessamit - Radio communautaire et populaire de Pessamit
- Aréna de Pessamit - Accueille des tournois, des équipes de hockey et d'autres évènements.

## Services
Protection incendie : caserne, autopompe, matériel d'intervention 
Services policiers : assurés par un corps de police autochtone reconnu en vertu d'une entente tripartite entre le Conseil de bande, le Canada et le Québec. 
Soins médicaux : poste de soins infirmiers géré par le Conseil de bande en vertu d'une entente de transfert avec Santé Canada.
Équipements collectifs : radio communautaire, église, câblodistribution, centre communautaire, aréna, maison des jeunes, quincaillerie 
La radio communautaire Ntetemuk gère le bingo, une activité extrêmement populaire à Pessamit.

## Économie
La réserve de Pessamit et ses environs sont convoités depuis quelques années notamment pour l'exploitation forestière, la recherche d'hydrocarbures et d'exploration minière. Il y a une vingtaine d'entreprises sur la réserve : des commerces de services tels que dépanneurs, cantines, épicerie, bars, magasin général, de même que des services de câblodistribution; des entreprises spécialisées dans la foresterie, la pêche, le piégeage, la construction, le transport et le tourisme.
Mason Graphite travaille au développement d’un projet minier à 285 kilomètres au Nord de Baie-Comeau. Ce projet comprend aussi l’usine minière pour la production des matières premières. On estime qu’il y aura une centaine d’emplois permanents, créés par le projet pour une durée de 25 ans. Avec l’entente avec le Conseil de Bande de Pessamit, plusieurs emplois reviendront aux Innus de Pessamit.

## Tourisme
- Centre de villégiature de Papinachois (fermé depuis 2007) - Centre récréotouristique et ethnoculturel dont le nom Papinachois est une dérivation du montagnais « ka papeshet » qui signifie « ceux qui aiment rire »
- Pourvoirie du Lac des Îles
- La communauté est installée au bord du Fleuve Saint-Laurent et a donc une immense plage s'étendant sur plusieurs centaines de mètres.
- 15 août : Fête des Innus de Pessamit. activités, spectacles, projections, feux d'artifice, Pow Wow, tournois de volley-ball, etc. pendant près d'une semaine, chaque année.

## Chanson
La communauté abonde en groupes de musique et de chanteurs, parmi lesquels Aishkat, Jean-Marc Picard, Petapen, Laurent McKenzie, Nimuk Canapé, Malcolm Riverin, Simon Picard et Scott-Pien Picard.

## Personnalités
- Ghislain Picard, chef de l'Assemblée des Premières Nations du Québec et du Labrador
- Raphaël Picard, chef de Pessamit entre août 2002 et août 2012
- Marcelline Picard-Kanapé, première femme cheffe innue et première institutrice innue du Québec
- Stanley Vollant, premier chirurgien autochtone au Québec et au Canada et premier président autochtone d'une association médicale en Amérique du Nord
- Joséphine Bacon, poète innue
- Natasha Kanapé Fontaine, écrivaine et poétesse
- Elisabeth St-Gelais, soprano innue
- Carole Labarre, née à Pessamit en 1966, auteure innu.